# FC Jokerit
FC Jokerit var en fotbollsklubb i Helsingfors i Finland. Den bildades 1999. Klubben var känd för sina vilda supportrar, 116% Boys, och för ägaren Hjallis Harkimo som också äger Jokerit, en ishockeyklubb i Helsingfors.
FC Jokerit spelade sin sista fotbollssäsong 2003. Klubben såldes till rivalerna HJK Helsinki i mars 2004, strax före Tipsligan sparkade igång för den kommande säsongen.

## Tränare
- Pasi Rautiainen 1999-2000, 2003
- Jan Everse 2001
- Ville Lyytikäinen 2001-2002

## Meriter
- Slutsegrare i finländska cupen 1999
- 2:a i Tipsligan år 2000
- Slutsegrare i Ettan 2002

## Berömda spelare
- Shefki Kuqi
- Alain Didier-Six
- Aleksej Aleksejevitj Jerjomenko
- Mika Väyrynen
- Antti Pohja
- Vesa Vasara
- Martyn Corrigan
- Martijn Abbenhuës
- Azubuike Oliseh
- Antti Sumiala